# Nova Viçosa
Nova Viçosa est une municipalité de l'État de Bahia, au Brésil.
1. ↑  IBGE